# Frank Strozier
Frank Strozier, né le 13 juin 1937 à Memphis, est un saxophoniste alto américain. Il pratique le hard bop.

## Discographie

### En tant que leader
- 1960: Fantastic Frank Strozier (Vee-Jay)
- 1960: Cloudy and Cool (Vee-Jay)
- 1961: Long Night (Jazzland)
- 1962: March of the Siamese Children (Jazzland)
- 1976: Dance, Dance (Trident Records)
- 1976: Remember Me (SteepleChase Records)
- 1977: What's Goin' On (Steeplechase)

### En tant que sideman
- Chet Baker: Baby Breeze (Verve, 1965), avec Phil Urso, Kenny Burrell, Bob James, Hal Galper, Bobby Scott
- Don Ellis Orchestra: Autumn (Columbia, 1968)
- Booker Ervin: Exultation! (Prestige, 1963)
- Louis Hayes: Variety Is the Spice (Gryphon, 1977)
- Roy Haynes: Cymbalism (New Jazz, 1963)
- Stafford James: The Stafford James Ensemble (Red, 1977)
- Sam Jones: Down Home (Riverside, 1962)
- Shelly Manne: Manne–That's Gershwin! (Capitol, 1965)
- Shelly Manne: Boss Sounds! (Atlantic, 1966)
- Shelly Manne: Jazz Gunn (Atlantic, 1967)
- Shelly Manne: Perk Up (Concord Jazz, 1967 [1976])
- Shelly Manne: Daktari (Atlantic, 1967)
- MJT + 3: Walter Perkins' MJT + 3 (Vee-Jay, 1959), avec Harold Mabern, Bob Cranshaw, Walter Perkins
- MJT + 3: Make Everybody Happy (Vee-Jay, 1960)
- MJT + 3: MJT + 3 (Vee-Jay, 1960)
- MJT + 3: Message from Walton Steet (Vee-Jay, 1960)
- Oliver Nelson: Black, Brown and Beautiful (Flying Dutchman, 1969)
- Horace Parlan: Frank-ly Speaking (SteepleChase, 1977)
- The Three Sounds and the Oliver Nelson Orchestra: Coldwater Flat (Blue Note, 1968)
- The Young Lions: The Young Lions (Vee-Jay, 1960)
- Woody Shaw: Little Red's Fantasy (Muse, 1976)
- Sonny Stitt: Dumpy Mama (Flying Dutchman, 1975)